# Molobratia sapporensis
Molobratia sapporensis är en tvåvingeart som först beskrevs av Matsumura 1916.  Molobratia sapporensis ingår i släktet Molobratia och familjen rovflugor. Inga underarter finns listade i Catalogue of Life.